# کیوسوو
کیوسوو (به بلغاری: Kyosevo) روستایی در بلغارستان است که در شهرستان کاردژالی واقع شده‌است.